# Suscévaz
Suscévaz [sysɛv] est une commune suisse du canton de Vaud, située dans le district du Jura-Nord vaudois.
Le nom de la commune se prononce Suscève.

## Population

### Surnoms
Les habitants de la commune sont surnommés les Susçons (peut-être les sucettes en patois vaudois) et les Pilanta-lâma ou Pllanta-lâma (les plante-laine).